# Igor Miladinović
Pour les articles homonymes, voir Miladinović.
Cet article concerne un joueur d'échecs serbe. Pour le footballeur serbe, voir Igor Miladinović (football).
Igor Miladinović est un joueur d'échecs serbe, né le 25 janvier 1974 à Niš. Grand maître international depuis 1993, il a remporté le championnat du monde d'échecs junior en 1993.
Igor Miladinović a représenté plusieurs fédérations depuis 1993 : la République fédérale de Yougoslavie de 1992 à 1995, la Grèce de 1995 à 2005, puis la Serbie-et-Monténégro de 2005 à 2006 et la Serbie depuis 2006.
Au 1er octobre 2016, Igor Miladinović est le sixième joueur serbe avec un classement Elo de 2 551.

## Participation au championnat du monde (1997)
En 1997, il participa au championnat du monde de la Fédération internationale des échecs 1997-1998. Il battit Curt Hansen au premier tour avant d'être éliminé par Loek van Wely au deuxième tour.

## Palmarès
Igor Miladinović a remporté les tournois de :
- Las Palmas (tournoi B) 1994 ;
- Limassol 1997 ;
- Montecatini Terme 1998 et 2005 ;
- Malmö (tournoi Sigeman & Co), ex æquo avec Joël Lautier ;
- Salou 2000 ;
- le tournoi d'échecs de Reggio Emilia 2003-2004 ;
- Rome 2005.

## Compétitions par équipe
Igor Miladinović a représenté la République fédérale de Yougoslavie lors de l'olympiade d'échecs de 1994 (médaille de bronze au troisième échiquier), puis la Grèce lors des olympiades de 1996 à 2002 (il jouait au premier échiquier grec lors de l'olympiade de 1998).
Il a participé à quatre championnats d'Europe par équipe : avec la Grèce en 1997 et 2001, et avec la Serbie en 2007 et 2009 (au premier échiquier en 2009).